# Esta noche mejor no
Esta noche mejor no es una película en blanco y negro de Argentina dirigida por Julio Saraceni según el guion de Abel Santa Cruz que se estrenó el 19 de febrero de 1965 y que tuvo como protagonistas a Teresa Blasco, Roberto Escalada, Fernando Siro y Ubaldo Martínez.

## Sinopsis
Por distintos motivos una pareja no puede consumar el matrimonio.

## Reparto
- Teresa Blasco
- Roberto Escalada
- Fernando Siro
- Ubaldo Martínez
- Beba Bidart
- Nelly Panizza
- Lalo Hartich

## Comentarios
Clarín dijo:

”Una película de tono menor que no sobrepasa el nivel de una discreta artesanía.”

Manrupe y Portela escriben:

”Aburrida comedia con muy poco picante.”

Por su parte, La Nación opinó:

”Una comedia sencilla y de corto alcance.”